# 綾鷹

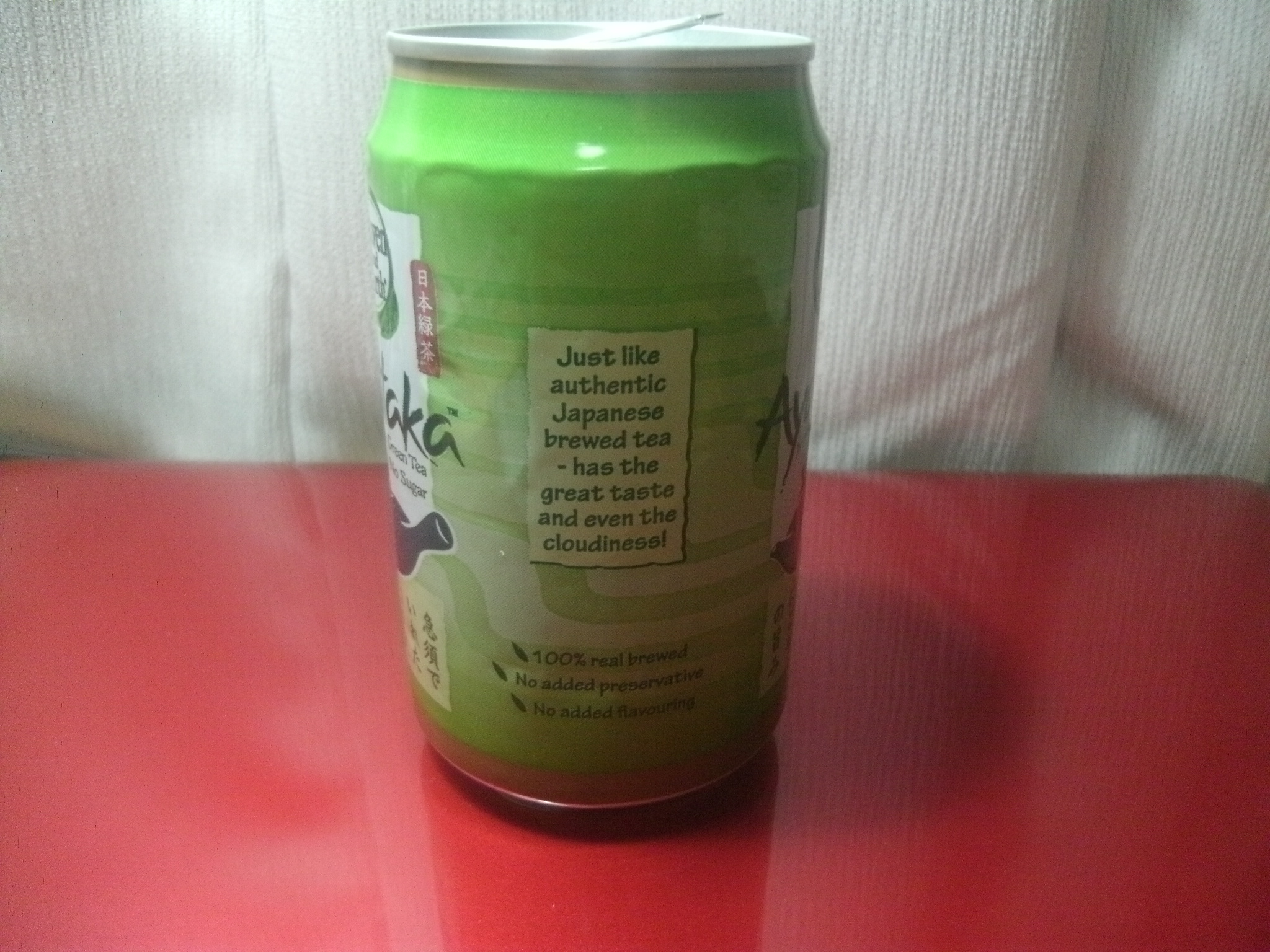
シンガポールで販売されている綾鷹の缶の側面。「急須でいれたような、にごりの旨み」を英語に訳した文が書かれている。

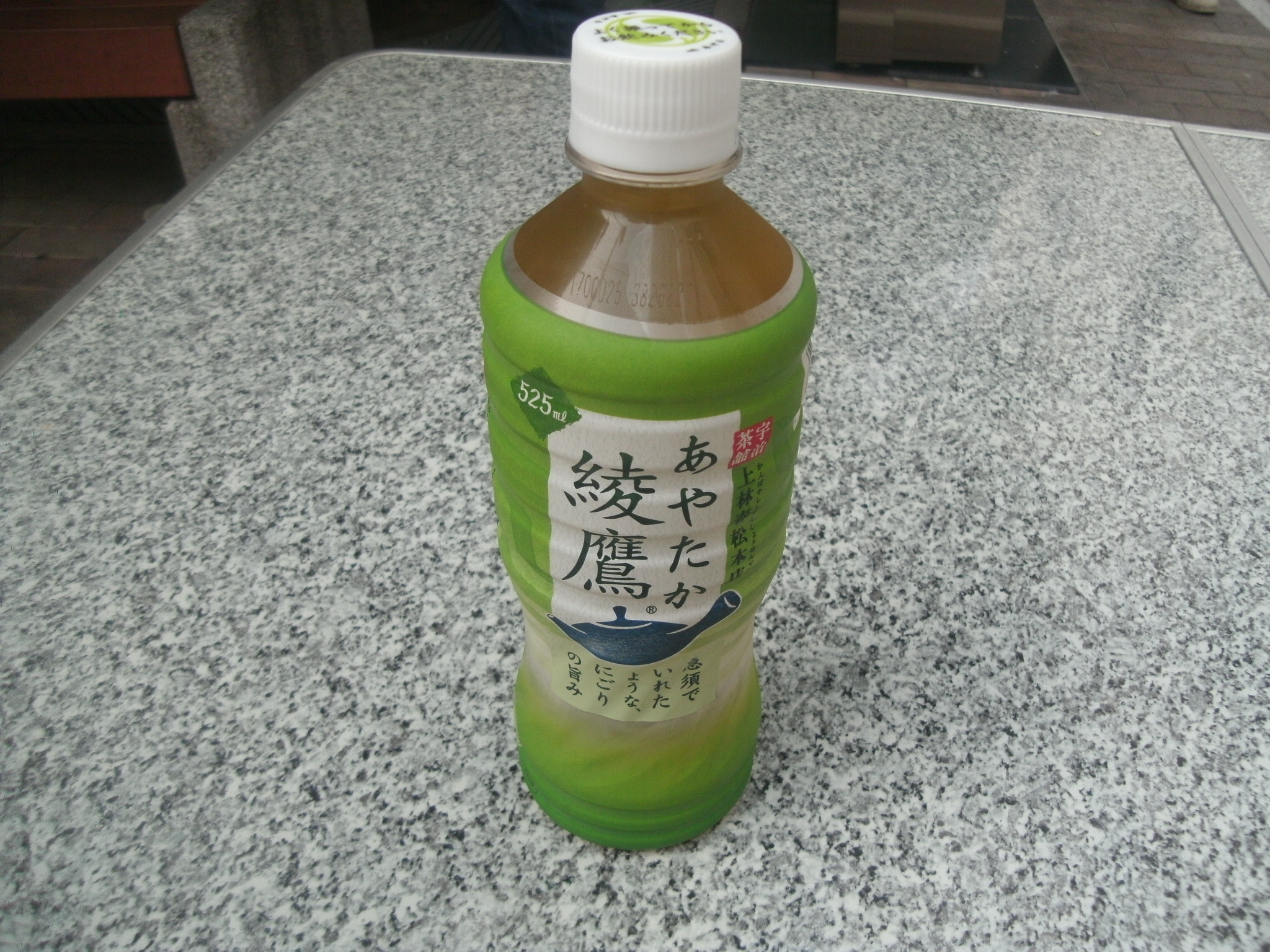
日本の綾鷹のペットボトル

綾鷹（あやたか）は、日本コカ・コーラが発売する緑茶飲料を中心とした飲料のブランド名である。京都宇治の老舗茶舗上林春松本店との協働による製品。製品コピーは「急須で入れたような緑茶本来の“にごりのある色味”と“舌に旨みが残るふくよかな味わい”」。

## 概要
サントリーが京都の老舗茶舗である福寿園と提携を行って開発し、2004年に発売された「伊右衛門」は爆発的ヒットとなった。その影響を受けて他社も老舗茶葉メーカーとの提携や茶葉生産名人の監修を受けるなど、味・原料・製法に関して付加価値の高い緑茶飲料の開発・発売が行うようになった。日本コカ・コーラも長年苦戦している緑茶飲料に関して、他社を追撃するための戦略商品と位置付けされるプレミアム緑茶を展開することになり「綾鷹」が開発された。
販売数量は2007年の発売から2019年まで12年続けてプラス成長を続け、年6500万ケースに達している。他の緑茶飲料が取り除いていた「にごり」にこだわり、「急須で入れたような味わい」という宣伝が若い消費者に訴求したためと『日経MJ』紙上で分析されている。

### ブランド名「綾鷹」と上林春松本店との協働
「綾鷹」というブランド名は上林春松本店が販売していた高級玉露に由来している。また、「綾」と「鷹」の字が持つ本来の意味とその組み合わせが、本製品の位置づけである「プレミアム緑茶」を表現していることから採用された。

## 年表
- 2007年10月8日 - 発売。当初は280ml、350ml、425mlの3サイズ、いずれもペットボトル（PET）入りで、コンビニエンスストア（CVS）と自動販売機限定で販売されていた。
- 2008年
  - 9月22日 - リニューアル。茶葉使用量を増量すると共に、玉露の茎である「雁が音」（かりがね）などを加えた。すりガラスをモチーフとしたラベルデザインに変更。なお、サイズは425mlのみとなり、希望小売価格が158円から147円（いずれも5%消費税込）に値下げした。
  - 9月 - 缶入り製品「綾鷹 濃煎茶」を発売。
- 2009年
  - 4月13日 - リニューアル。より甘みのある抹茶を使用し、抽出温度を下げた。
  - 5月25日 - スーパーマーケット・量販店へ販路を拡大。新設定となる500mlと1Lミディペットを追加。さらに280mlと350mlも復活した。（ただし発表されただけで350mlPETと1Lミディは販売されていない。）
  - 6月 - スーパー・量販店向けに2L大型ペットボトルを追加発売。
  - 7月20日 - 水出し玉露仕立ての季節限定品「綾鷹 涼玉」を発売。500ml(PET)のみの設定。
  - 10月26日 - 秋季限定品「綾鷹 照葉（てりは）」を発売。500ml(PET)のみの設定。
- 2010年
  - 3月1日 - リニューアル。抹茶の原料でもある碾茶を加え、淹れ方も45度の低温で時間をかけて淹れた事で急須で丁寧に淹れたお茶の色合いに近づける工夫を凝らした。また、CVS限定だった425ml(PET)を廃止し、280ml/350ml/500ml/1L/2Lの5サイズ展開となった（全てペットボトル。地域により、160g缶・340g缶・250ml紙パックも設定される）。
  - 6月28日 - 季節限定品「綾鷹 涼玉」を再発売。
  - 9月21日 - 秋季限定品「綾鷹 焼き玄米茶」を発売。
- 2011年
  - 3月7日 - 「綾鷹 上煎茶」のパッケージデザインをリニューアルし、商品名を「綾鷹」に変更。
  - 9月12日 - 350ml加温ペットをリニューアルして販売を再開（従来の角形から円筒形に変更）。
  - 10月10日 - 厳選された宇治抹茶と牛乳を使用した缶入り「綾鷹 抹茶ラテ」を発売。
- 2012年
  - 2月27日 - 「綾鷹」のパッケージデザインをリニューアル。
  - 4月9日 - 新容量「スマートボトル」1.25Lペットボトルを北海道限定で発売。
  - 10月8日 - 「綾鷹 抹茶ラテ」をリニューアル発売。
- 2014年
  - 3月17日 - 従来の500mlペットボトルの内容量を増量し、新容量として525mlペットボトルを発売。
  - 6月23日 - 「綾鷹 まろやか仕立て」を発売。
- 2015年2月23日 - 「綾鷹」「綾鷹 まろやか仕立て」の2Lペットボトルを「ecoるボトル ラク持ち」よりもスリム化した「ペコらくボトル」へ切替。併せて、「ペコらくボトル」を採用した1.5Lペットボトルを追加設定。
- 2016年3月21日 - 「綾鷹 にごりほのか」を発売[3]。
- 2017年
  - 3月20日 - 「綾鷹」「綾鷹 にごりほのか」をリニューアル。525mlペットボトルは「湯呑み型ボトル」を採用。「綾鷹」は中身も改良し、茶葉を組み合わせる技術「合組（ごうぐみ）」を採用した[4]。
  - 9月4日 - 加温ペットボトル製品をリニューアルし、「綾鷹 ホット専用」として発売[5]。
  - 10月9日 - 「綾鷹 珠玉の極み」を発売（発売当初は290mlボトル缶のみで、セブン&アイホールディングスの店舗先行、同年10月23日には自動販売機向けの185g缶を追加発売）[6]。
- 2018年
  - 2月26日 - 「綾鷹 茶葉のあまみ」を発売[7]。
  - 6月18日 - 「綾鷹 ほうじ茶」を発売[8]。同時に、全種類の<ディズニー>ラッキーボトルも発売[9]（525mlペットボトルと2Lペットボトルのみの設定、「綾鷹 ほうじ茶」の525mlペットボトルは発売時<ディズニー>ラッキーボトルでの発売となる。なお、<ディズニー>ラッキーボトルは「爽健美茶」「爽健美茶 健康素材の麦茶」にも設定された）。
  - 9月24日 - ブランド初の特定保健用食品「綾鷹 特選茶」を発売[10]。
- 2019年
  - 2月25日 - 「綾鷹 茶葉のあまみ」をリニューアル。水出し玉露が加えられた[11]。
  - 4月1日 - 「綾鷹 特選茶」をリニューアル。パッケージデザインが変更されたほか、既存品（500mlペットボトル）2本分に相当する1Lペットボトルが追加発売された[12]。
  - 5月13日 - 「綾鷹 ほうじ茶」をリニューアル。棒ほうじが加えられた。また、容量のラインナップが追加され、410mlペットボトルと430mlペットボトルが追加設定された（なお、地域によっては取扱が無い場合がある）[13]。
  - 6月17日 - 「綾鷹 東京2020オリンピック記念デザインボトル」を発売（525mlペットボトルと2Lペットボトルのみの設定）[14]。
- 2020年
  - 2月24日 - 「綾鷹」・「綾鷹 茶葉のあまみ」・「綾鷹 ほうじ茶」の「和柄デザインボトル」を発売[15]（なお、「綾鷹 茶葉のあまみ」と「綾鷹 ほうじ茶」はリニューアルとなり、新たに280mlペットボトルが設定される）。
  - 3月9日 - 「綾鷹 濃い緑茶」を発売。525mlペットボトルは「和柄デザインボトル」も同時に設定される[16]。
  - 4月6日 - 「綾鷹 特選茶」をリニューアル。パッケージデザインが変更され、ラインナップを500mlペットボトルのみに集約。また、菊が表現された「和柄デザインボトル」も同時に設定された[17]。
  - 4月13日 - 「綾鷹 和柄デザインボトル」に950mlペットボトルを追加発売。
  - 8月3日 - ラベルレスボトルをECサイト限定で発売（同日に「爽健美茶」と炭酸水の「カナダドライ ザ・タンサン・ストロング」にも設定、発売される）。通常はラベルに記載している原材料名などを外装段ボールに記載することでラベルレスを実現しており、識別マークを表示したタックシールも無い完全ラベルレス仕様となる。このため、525mlペットボトル24本入りのケース販売のみとなる[18]。
  - 9月7日 - 「綾鷹 ホット」・「綾鷹 ほうじ茶 ホット」をリニューアル。パッケージデザインが変更されたほか、2019年はコンビニエンスストア向けに発売されていた440mlペットボトルが350mlペットボトルを統合・置き換わる形でスーパーマーケットなどでも拡大して販売されるようになった。
- 2021年
  - 2月15日 - 「伝統工芸支援ボトル」を発売（「綾鷹 濃い緑茶」以外は525mlペットボトルのみの設定）。「綾鷹」は江戸切子、尾張七宝、琉球びんがた、「綾鷹 茶葉のあまみ」は西陣織、阿波和紙、伊万里・有田焼、「綾鷹 ほうじ茶」は箱根寄木細工、樺細工、備前焼、「綾鷹 濃い緑茶」は輪島塗、二風谷アットゥシ、天童将棋駒の各3種類ずつのデザインモチーフが設定されており、期間中の売上の一部が一般社団法人伝統的工芸品産業振興協会を通じて、若手職人や後継者の育成をサポートする活動に役立てられる。なお、「綾鷹」以外の製品は中身のリニューアルも同時に行われ、「綾鷹 茶葉のうまみ」は"新芽"摘み茶葉の使用量の増量、「綾鷹 ほうじ茶」は水出し抽出したほうじ茶を1%加え、「綾鷹 濃い緑茶」は抽出工程が見直された（リニューアルについては、「綾鷹 茶葉のうまみ」の2Lペットボトルと「綾鷹 ほうじ茶」の280mlペットボトル・2Lペットボトルにも適用される）[19]。
    - 同年10月28日に、期間中の売上から総額1,200万円を伝統工芸団体へ寄付することを発表し、寄付先として14の団体と8名の計22組が選出された[20]。

  - 3月22日 -
    - 特定保健用食品「特選茶」がパッケージデザインを変更してリニューアル[19]。
    - 新シリーズ「綾鷹カフェ」の第1弾である「綾鷹カフェ 抹茶ラテ」を発売。ラインナップは440mlペットボトルと280ml広口ペットボトルの2種（280ml広口ペットボトルは自動販売機限定）。
      - 「綾鷹カフェ 抹茶ラテ」はSNSで瞬く間に大反響を起こして440mlが一時販売休止となり、競合他社であるサントリーフーズが「クラフトボス 抹茶ラテ」を、伊藤園が「TULLY'S COFFEE 抹茶がおいしい抹茶ラテ」[注 1]を、ダイドードリンコが「茶の葉 抹茶ラテ」をそれぞれ発売、既に発売済みのサンガリアの「もてなしの宇治抹茶ラテ」に500mlペットボトルを新たに設定するようになるなど大ヒットした。

  - 7月26日 - 一時休売していた「綾鷹カフェ 抹茶ラテ」の440mlペットボトルの発売を再開[21]。
  - 10月4日 - ECサイト限定発売のラベルレスボトルに「綾鷹 特選茶」を追加（コカ・コーラ製における特定保健用食品のラベルレスは初）[22]。
- 2022年
  - 2月14日 - ブランド初となる桜柄をあしらった「桜デザインボトル」を「綾鷹」、「綾鷹 茶葉のあまみ」、「綾鷹 ほうじ茶」、「綾鷹 濃い緑茶」に設定し期間限定で発売[23]。
  - 4月4日
    - 5年ぶりにパッケージデザインを刷新してリニューアルされ、同時に「綾鷹 茶葉のあまみ」、「綾鷹 ほうじ茶」、「綾鷹 濃い緑茶」、「綾鷹 特選茶」もパッケージデザインを変更してリニューアル[24]。
    - 「綾鷹カフェ」の第2弾となる「綾鷹カフェ ほうじ茶ラテ」を発売。ラインナップは「綾鷹カフェ 抹茶ラテ」同様、440mlペットボトルと自動販売機限定の280ml広口ペットボトルの2種[25]。

  - 7月5日 - ボトル缶入りの抹茶ドリンク「綾鷹 抹茶グリーンティー」をファミリーマート限定で発売[26]。
  - 8月29日 - ブランド初となるチルドカップ飲料「綾鷹カフェ 抹茶ショコララテ」をコンビニエンスストアを中心に発売[27]。
  - 9月19日 - 「綾鷹」と「綾鷹 ほうじ茶」のホット専用品をパッケージリニューアル。
  - 9月26日 - 「綾鷹カフェ 抹茶ラテ」の280ml広口ペットボトルを加温販売にも対応した温冷兼用へリニューアルし、店頭発売を開始[28]。
  - 10月17日 - 「綾鷹カフェ ほうじ茶ラテ」280ml広口ペットボトルを加温販売にも対応した温冷兼用へリニューアルし、店頭発売を開始[28]。
- 2023年
  - 2月6日 -
    - 2022年に発売した「桜デザインボトル」を新デザインで再発売。2023年仕様は「綾鷹」、「綾鷹 茶葉のあまみ」、「綾鷹 ほうじ茶」に加え、「綾鷹カフェ」2種（抹茶ラテ・ほうじ茶ラテの各440mlペットボトル）にも拡大して全5種類となった[29]。
    - 「綾鷹 濃い緑茶」をリニューアル。茶カテキンを機能性関与成分とする機能性表示食品へ移行され、抹茶を「綾鷹」に比べて2倍量に増量した[30]。

  - 4月3日 - 「綾鷹カフェ」の第3弾として、ブランド初の緑茶入りコーヒー飲料「綾鷹カフェ 急須珈琲」2種（ラテ・ブラック）を発売[31]。
  - 4月10日 -
    - 「綾鷹」、「綾鷹 ほうじ茶」、「綾鷹 茶葉のあまみ」に「鬼滅の刃限定デザインボトル」が設定され、数量限定で発売。なお、「綾鷹 茶葉のあまみ」は水出し玉露を含めた茶葉の組み合わせの調整を行うリニューアル仕様での設定となる[32]。
    - 「綾鷹カフェ 抹茶ラテ」、「綾鷹カフェ ほうじ茶ラテ」のパッケージデザインを変更してリニューアル。「綾鷹カフェ ほうじ茶ラテ」は440mlペットボトルのみに集約される。
- 2024年
  - 4月15日 -
    - パッケージデザインを刷新してリニューアルされ、同時に「綾鷹 茶葉のあまみ」、「綾鷹 ほうじ茶」、「綾鷹 濃い緑茶」、「綾鷹 特選茶」もパッケージデザインを変更してリニューアル[33]。

## 広報活動
2024年4月、価格改定による消費減退の影響を受ける中、商品リニューアルとともに20・30代の若年層をメインターゲットにしたアンバサダーに宇多田ヒカルを起用し新CMを展開すると、第2四半期(4-6月)の「綾鷹」の販売数量は前年比20%以上の成長となり、「綾鷹」の好調が牽引して上期(1-6月)飲料トータルの販売数量は前年比1％増を記録した。

### これまで行われた消費者向けキャンペーン
2007年10月の全国発売に先駆け、9月24日、コカ・コーラ社はWeb上で「お取り寄せサンプリング」と題したオフィスサンプリング（職場向けに実施する試飲企画）を実施。先着分と抽選分に分かれていたが、先着分は応募開始直後に終了した。この他にもオフィス街でのイベントサンプリングを実施。店頭向けとしてはコンビニエンスストア販売分にてオリジナルグラスとのセット販売、上林春松本店の抹茶を使用したおかき、蜂蜜かりんとうを景品として提供するキャンペーンを行った。2008年3月、再びオフィスサンプリングを実施。
2008年9月のリニューアル時には、綾鷹発売1周年記念キャンペーンと題して煎茶の茶葉や切子グラスをプレゼントするWEBプロモーションを行った。
また、2009年9月から12月にかけて実施された缶コーヒー「ジョージア」のキャンペーン「NEWジョージアカタログ」へ応募することができた（500ml以下のキャンペーンシール貼付品が対象、缶製品の「濃煎茶」は対象外）。なお、キャンペーンシールは未登録で有効期限内であれば、「ジョージア ポイントプログラム」に貯める事ができ、以降に実施される「ジョージア」のキャンペーンへの応募に使用することができた。
アニメ『鬼滅の刃』とのコラボボトル（全6種類）を2023年4月10日から数量限定で発売したことに伴い、コラボボトル・通常ボトル両方に鬼滅の刃キャラクターによる「綾鷹コソコソ噂話」（計6種類の内一つ）へアクセスできるQRコードが記載された。また、必ず貰える『鬼滅の刃』オリジナルグッズプレゼント企画や特製デザインBOXが当たるTwitterキャンペーンも行われた。

### CM
発売当初は真田広之が出演。2011年から「選ばれたのは、綾鷹。」シリーズとして京都で実際に舞妓を務める君晴や上方噺家100人がCMに出演。
同製品は2017年 - 2024年まで吉岡里帆が起用されており、「綾鷹 特選茶」では佐藤浩市、野村萬斎、吉岡との共演でコカドケンタロウが起用されていた。2021年は新キャンペーン「わたしは、綾鷹。」として吉岡や、新たに阿部寛、指原莉乃を起用。また、2022年 - 2024年には吉岡との共演で阿部サダヲ、コウケンテツが起用された。「綾鷹カフェ」では店長役として芝大輔が起用されていた。2024年4月に商品リニューアルと共に長年イメージキャラクターを務めた吉岡里帆から宇多田ヒカルに交代。宇多田は新CMへの出演およびCMソングを担当。
- コラボキャンペーンにより、ＴＶアニメ「鬼滅の刃」 『刀鍛冶の里編』にて、登場するキャラクターによるCM[39]。

## 製品ラインナップ
- 綾鷹
  - 160g缶
  - 241g缶
  - 250mlスリムパック
  - 280mlペットボトル - 自動販売機中心
  - 300mlペットボトル - スーパー・量販店中心
  - 340g缶 - 自動販売機中心
  - 430mlペットボトル - 自動販売機中心
  - 525mlペットボトル - スーパー・量販店・自動販売機中心。
  - 525mlペットボトル[ラベルレス] - ECサイト限定（24本入りのケース販売のみ）。
  - 950mlペットボトル - スリムペットボトル仕様でコンビニエンスストア中心。
  - 1L紙パック - JAL用、一般向けの販売はされていない。
  - 1Lペットボトル - 「ミディペット」仕様
  - 2Lペットボトル - 「ペコらくボトル」仕様。スーパー・量販店中心。
  - 280ml加温ペットボトル[ホット専用] - 自動販売機中心
  - 440ml加温ペットボトル[ホット専用]
- 綾鷹 茶葉のあまみ
  - 525mlペットボトル
  - 2Lペットボトル - 「ペコらくボトル」仕様
- 綾鷹 ほうじ茶
  - 280mlペットボトル[温冷兼用] - 自動販売機中心
  - 525mlペットボトル
  - 2Lペットボトル - 「ペコらくボトル」仕様
  - 440ml加温ペットボトル[ホット専用]
- 綾鷹 特選茶【特定保健用食品】
  - 500mlペットボトル
  - 500mlペットボトル[ラベルレス] - ECサイト限定（24本入りのケース販売のみ）。
- 綾鷹 濃い緑茶【機能性表示食品】
  - 525mlペットボトル
- 綾鷹カフェ 抹茶ラテ
  - 280ml広口ペットボトル[温冷兼用]
  - 440mlペットボトル
- 綾鷹カフェ ほうじ茶ラテ
  - 440mlペットボトル
- 綾鷹カフェ 急須珈琲 ラテ（コーヒー入り清涼飲料）
  - 280mlペットボトル[温冷兼用]
- 綾鷹カフェ 急須珈琲 ブラック（コーヒー飲料）
  - 280mlペットボトル[温冷兼用]